# Indira
Indira è un nome proprio di persona femminile usato in diverse lingue diffuse nel subcontinente indiano e nel sud-est asiatico.

## Origine e diffusione
Riprende un nome alternativo della dea induista Lakshmi, basato sul sanscrito इन्दिरा (indira), che vuol dire "bellezza" (lo stesso significato dei nomi Aglaia, Husni, Aoife, Jamal e Shri). 
Nella forma Indira, il nome è attestato in hindi e marathi (dove è scritto इन्दिरा o इंदिरा, usando l'alfabeto devanagari), in kannada (ಇಂದಿರಾ) e tamil (இந்திரா); è presente anche in thai, dove è scritto Intira (อินทิรา).

## Onomastico
Il nome è adespota, non essendo portato da alcuna santa, quindi l'onomastico ricade il 1º novembre, giorno di Ognissanti.

## Persone
- Indira Gandhi, politica indiana

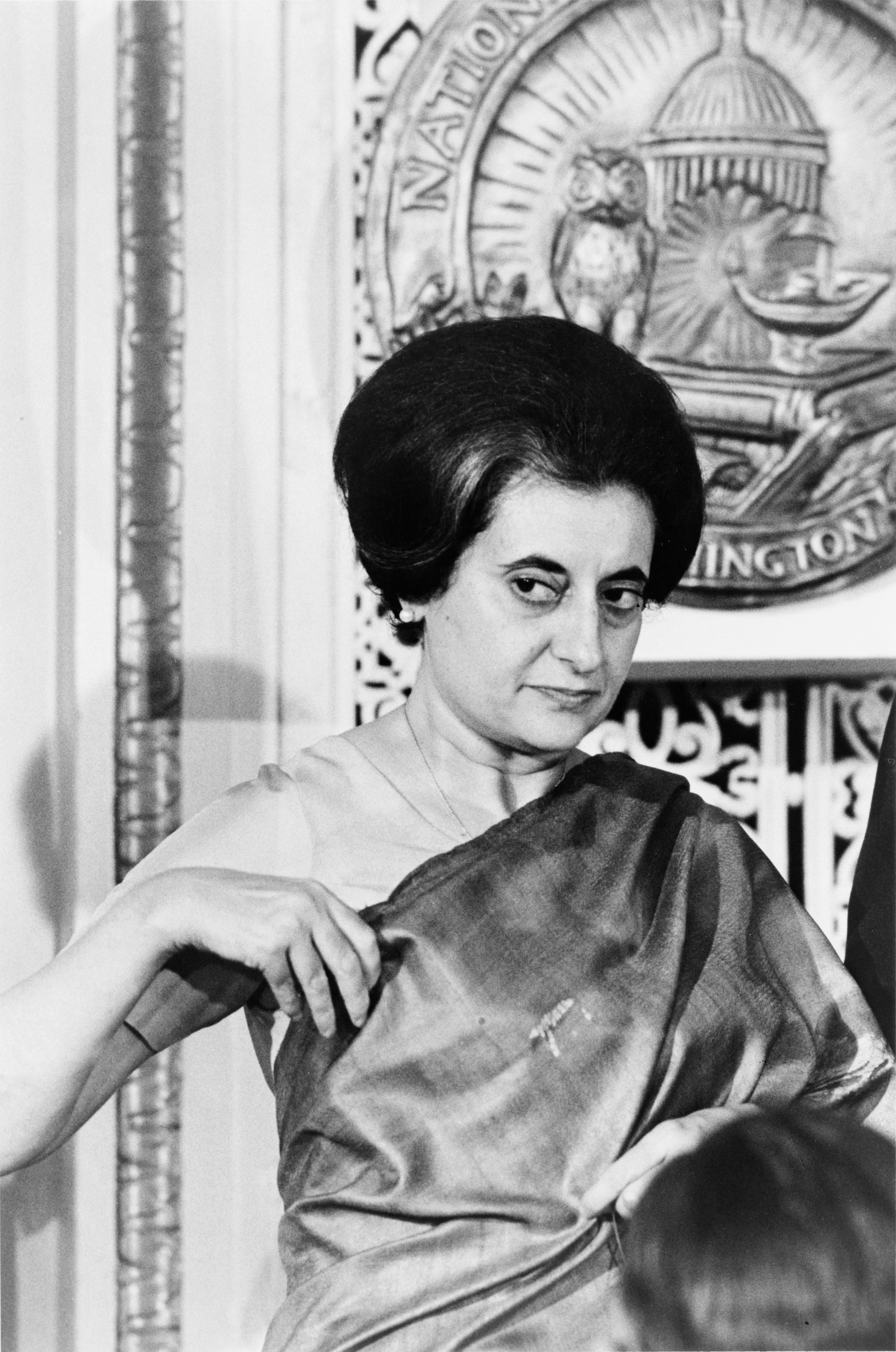
Indira Gandhi

- Indira Radić, cantante e musicista serba
- Indira Varma, attrice e doppiatrice britannica

### Variante Intira
- Intira Charoenpura, attrice e cantante tailandese

## Toponimi
- Il Punto Indira è un luogo sulle isole Nicobare che prende il nome da Indira Gandhi.